# Movimiento Federalista Pampeano
Movimiento Federalista Pampeano (MOFEPA) es un partido político de la provincia argentina de La Pampa. Fue fundado en 1971 por el dos veces gobernador (1960–1962, 1963–1966), Ismael Amit.
En las elecciones de 1973 tuvo su mayor nivel de votos al quedar Ismael Amit en segundo lugar en el balotaje, perdiendo contra el peronista Aquiles Regazzoli, pero ganando 8 de las 21 bancas en la Cámara de Diputados.
Gobernó la provincia entre 1981 y 1983 cuando el exministro de economía de la provincia, Ricardo José Telleriarte, fue nombrado interventor federal durante el Proceso de Reorganización Nacional. Telleriarte luego crearía el partido "Convocatoria Independiente" en 1987, como un desprendimiento del Movimiento Federalista Pampeano.
En las elecciones de 1983 salió tercero ganando solo 4 diputados provinciales y 1 diputado nacional. Desde entonces su influencia prácticamente desapareció, integrando diversas alianzas, la mayoría de las veces con la Unión Cívica Radical.

## Resultados electorales

### Gobernador
|  | 36.11 % |

|  | 41.64 % |

|  | 20,05 % |

|  | 41,99 % |

|  | 1,04 % |

|  | 4,67 % |

|  | 0,34 % |

|  | 20,00 % |

|  | 3,34 % |

|  | 2,83 % |

|  | 36,42 % |

|  | 31,80 % |

### Legislatura
|  | 19,49 % |

|  | 41,22 % |

|  | 1,18 % |

|  | 4,71 % |

|  | 0,43 % |

|  | 27,08 % |

|  | 3,78 % |

|  | 2,99 % |

|  | 37,03 % |